# 520

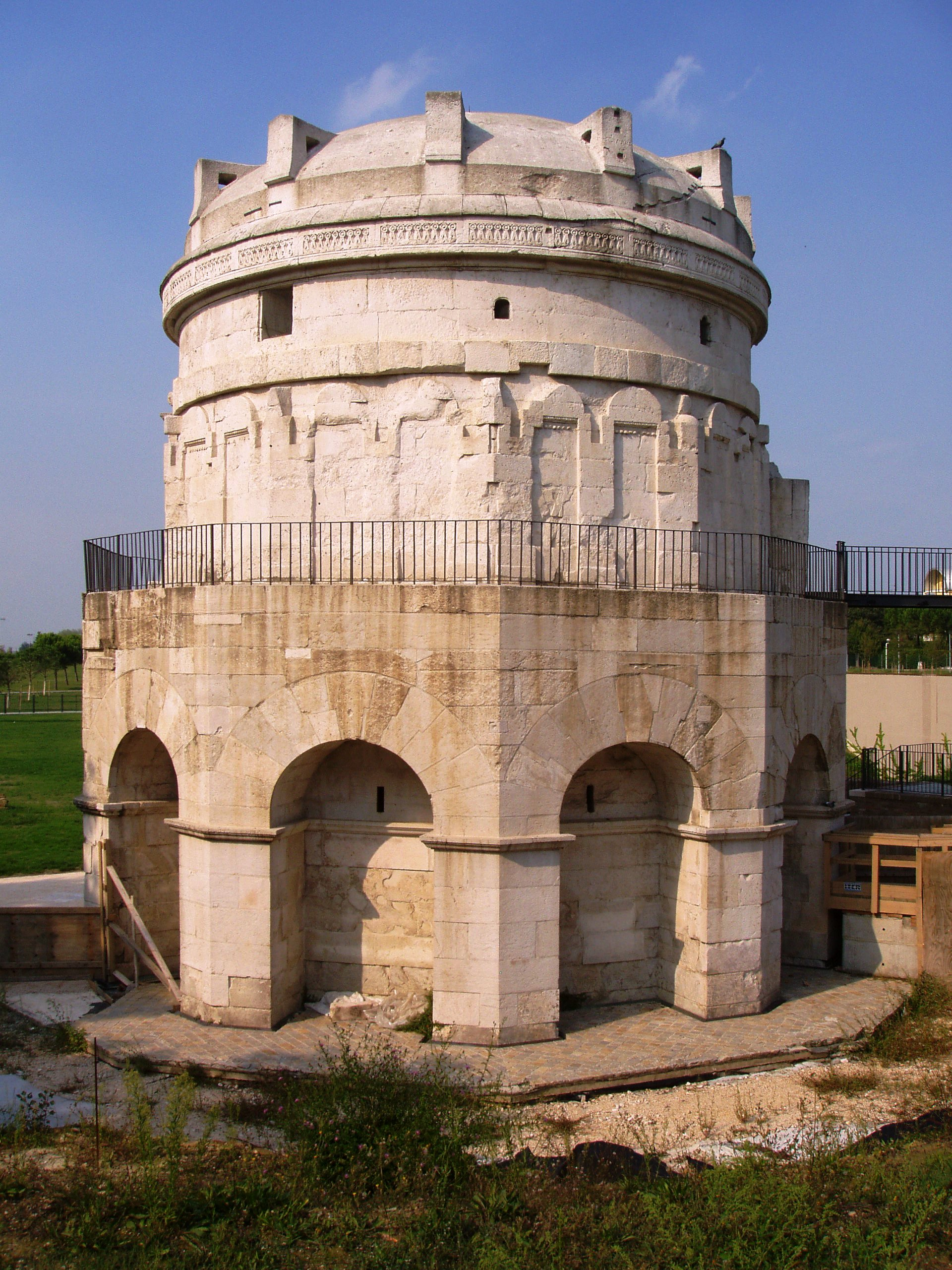
Mausoleum van Theodorik (Ravenna)

Het jaar 520 is het 20e jaar in de 6e eeuw volgens de christelijke jaartelling.

## Gebeurtenissen

### Brittannië
- Het koninkrijk van East Anglia wordt gesticht door de Angelsaksen. De graafschappen Norfolk en Suffolk worden samengevoegd. (waarschijnlijke datum)
- Maelgwn (r. 520-547) regeert als koning (high king) over het koninkrijk Gwynedd (huidige Wales). Dit volgens de Historia Britonum.

### Europa
- juli - Vitalianus wordt vermoord, vermoedelijk in opdracht van Justinianus.
- Koning Theodorik de Grote laat in Ravenna een mausoleum voor zichzelf bouwen. Hij regeert sinds 493 over het Ostrogotische Rijk en beheerst een gebied van Sicilië tot Dalmatië.

### Perzië
- Koning Kavad I onderdrukt na zeven jaar een Joodse opstand in Ctesiphon. Hij versterkt de positie van het zoroastrisme, hierdoor ontstaat er religieuze onrust in het Perzische Rijk.

### China
- Bodhidharma, boeddhistisch leermeester, wordt uitgenodigd aan het Chinese hof. Hij verspreidt het boeddhisme en bezoekt het Shaolinklooster in Dengfeng (Henan).

## Verschenen
- Priscianus, Latijns grammaticus, schrijft zijn boekwerk "Institutiones Grammaticae" (= 'Inleiding in de taalwetenschap'). In Constantinopel codificeert hij de manuscripten in 18 delen. (waarschijnlijke datum)

## Geboren
- Aregonda, koningin van de Franken (waarschijnlijke datum)
- Clodoald, Merovingische prins (waarschijnlijke datum)
- Ingoberga, koningin van de Franken (overleden 589)
- Justinus II, keizer van het Byzantijnse Rijk (overleden 578)
- Machutus, Welsh bisschop (waarschijnlijke datum)
- Paulos Silentiarios, Byzantijns dichter (waarschijnlijke datum)
- Radegundis, koningin van de Franken (overleden 587)

## Overleden
- Quirillus, bisschop van Maastricht
- Vitalianus, Byzantijns generaal